# Tanzania National Parks

Le Tanzania National Parks (parcs nationaux de Tanzanie) ou TANAPA est l'organisme chargé de la préservation des parcs nationaux tanzaniens, ainsi que de leur exploitation touristique.

## Les parcs nationaux
Le TANAPA gère les 22 parcs nationaux du pays. Il en gère les accès, les règlements intérieurs et le tourisme.
Deux des parcs gérés, le parc national du Serengeti et le parc national du Kilimandjaro sont inscrits au patrimoine mondial.